# Ivaylo Andonov
Ivaylo Andonov es un futbolista que nació el 14 de octubre de 1967 en Blagoevgrad (Bulgaria). Destacó en la posición de delantero. Fue internacional con su selección.

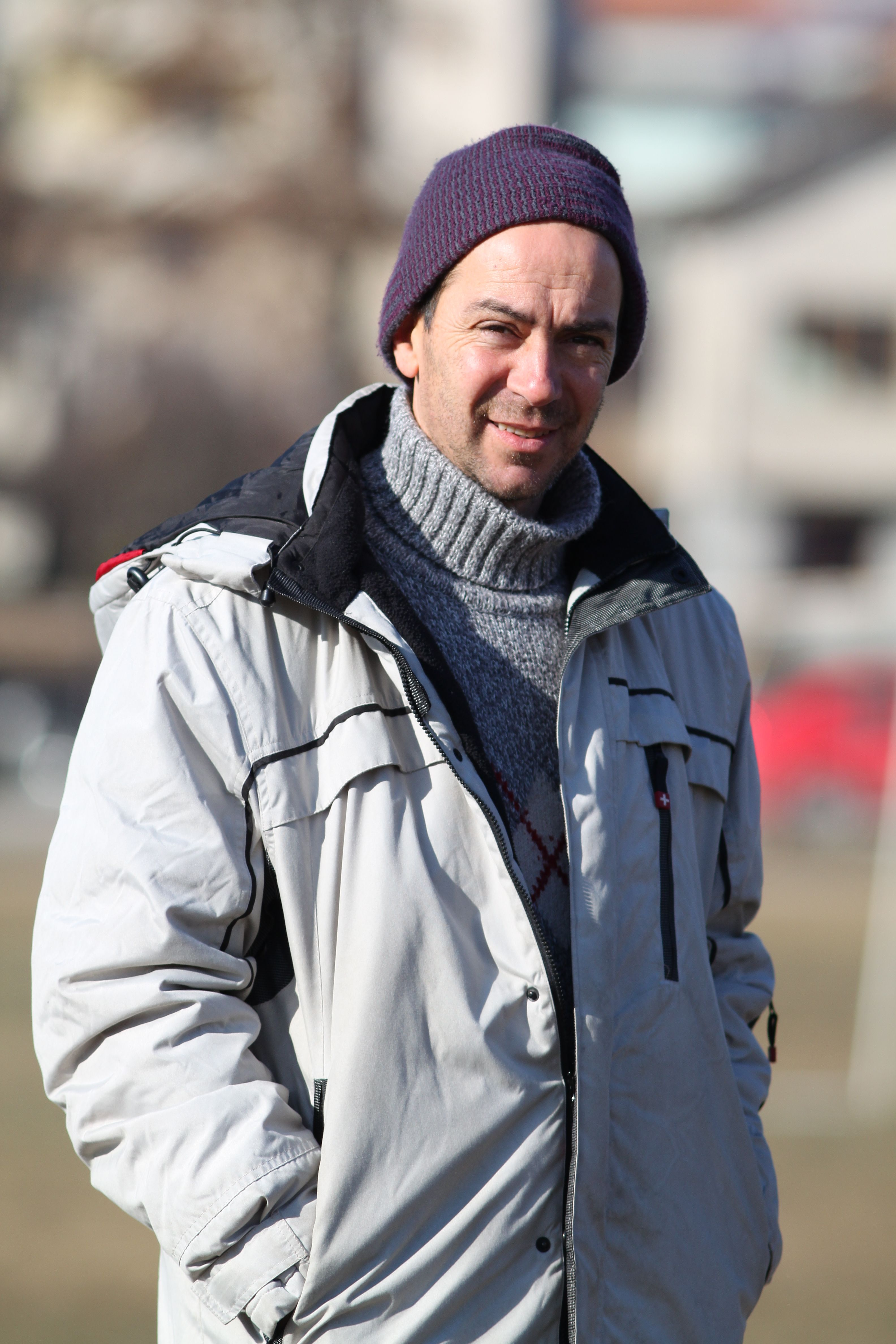

Jugó el Mundial de 1994 dónde su selección cuajo un excelente campeonato quedando cuartos.
Debutó con el Pirin Blagoevgrad  dónde estaría cuatro temporadas. Ficharía por el CSKA Sofia anotando 55 goles en tres temporadas.En la última temporada se consolidó como máximo goleador con 25 goles de la Liga Búlgara.
La excelente temporada con el CSKA le abrió las puertas de la Primera División española, siendo fichado por el Albacete Balompié anotando cuatro goles en 24 partidos.Tras la regular aventura española fichó por el Arminia Bielefeld, donde estuvo una temporada. Regresó al CSKA donde volvió a destacar con 18 tantos, fichando pues por el Lokomotiv Sofia.
Dos temporadas más tarde fichó por el Union Berlin. 

## Estadísticas
- 1987-88 Pirin Blagoevgrad 9/1
- 1988-89 Pirin Blagoevgrad 28/2
- 1989-90 Pirin Blagoevgrad 30/7
- 1990-91 Pirin Blagoevgrad 28/9
- 1991-92 CSKA Sofia 30/15
- 1992-93 CSKA Sofia 30/15
- 1993-94 CSKA Sofia 24/25
- 1994-95 Albacete 24/4
- 1995-96 Arminia Bielefeld 20/2
- 1996-97 CSKA Sofia 25/18
- 1997-98 Lokomotiv Sofia 0/0
- 1998-99 Lokomotiv Sofia 24/7
- 1999-00 Union Berlin 28/7

- Datos: Q2313003